# Кристалічна ґратка

Кристалічна ґратка

Кристалі́чна ґра́тка — геометрично правильне розміщення атомів (іонів, молекул), властиве речовині, що перебуває в кристалічному стані. Просторові фігури (наприклад, паралелепіпеди) у вершинах яких розміщено атоми, називаються комірками кристалічної ґратки, регулярна нескінченна система геометричних точок (вузлів ґратки), що є ідеально періодичною в трьох вимірах простору; існує 14 основних типів просторових ґраток.

## Примітивна комірка
Найменша комірка кристалічної ґратки, зсувом якої можна відтворити весь кристал, називається примітивною коміркою.
У випадку простої ґратки, у якій всі атоми одного сорту, примітивна комірка містить один атом.

## Типи кристалічних ґраток та їх параметри
Найменша комірка, яка зберігає усі елементи симетрії кристала, називається елементарною коміркою.
Навіть у випадку кристала з одним сортом атомів елементарна комірка містить кілька атомів. Наприклад, кристал заліза має кубічну об'ємноцентровану ґратку із 2 атомами в елементарній комірці. При високих температурах залізо переходить у фазу з ґранецентрованою кубічною ґраткою із 4 атомами в елементарній комірці.
| Кристалічні системи (Сингонія) | 14 ґраток Браве      | 14 ґраток Браве             | 14 ґраток Браве             | 14 ґраток Браве             |
| ------------------------------ | -------------------- | --------------------------- | --------------------------- | --------------------------- |
| триклінна                      | Triclinic            |                             |                             |                             |
| моноклінна                     | примітивна           | базоцентрована              |                             |                             |
| моноклінна                     | Monoclinic, simple   | Monoclinic, centered        |                             |                             |
| ромбічна                       | примітивна           | базоцентрована              | об'ємноцентрована           | гранецентрована             |
| ромбічна                       | Orthorhombic, simple | Orthorhombic, base-centered | Orthorhombic, body-centered | Orthorhombic, face-centered |
| гексагональна                  | Hexagonal            |                             |                             |                             |
| тригональна                    | Rhombohedral         |                             |                             |                             |
| тетрагональна                  | примітивна           | об'ємноцентрована           |                             |                             |
| тетрагональна                  | Tetragonal, simple   | Tetragonal, body-centered   |                             |                             |
| кубічна                        | примітивна           | об'ємноцентрована           | гранецентрована             |                             |
| кубічна                        | Cubic, simple        | Cubic, body-centered        | Cubic, face-centered        |                             |

Основні параметри кристалічних ґраток:
- період або параметр ґратки дорівнює довжині ребра ґратки у напрямі головних осей кристалічної ґратки;
- координаційне число (К) характеризує щільність пакування ґратки, визначає кількість найближчих і рівновіддалених атомів у певній кристалічній ґратці;
- базис — це кількість атомів (іонів), що належать до однієї ґратки;
- атомний радіус — це половина відстані між центрами найближчих атомів у кристалічній ґратці певної кристалічної системи;
- коефіцієнт компактності — це відношення об'єму, що займають атоми (іони), до всього об'єму ґратки даного типу.

## Дефекти кристалічної ґратки

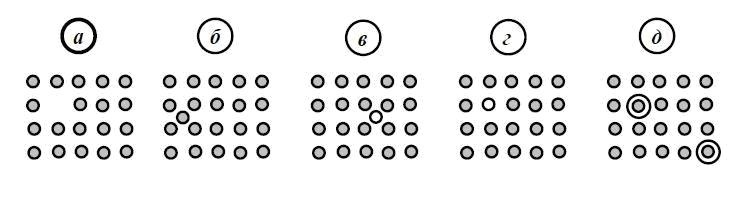
Дефекти кристалічної ґратки. а — незаповнений вузол (вакансія); б — власний атом між вузлами; в — чужорідний атом між вузлами; г — чужорідний атом у вузлі; д — йон з аномальним зарядом.

Розташування структурних елементів у кристалічних ґратках мінералів рідко відповідає цій класичній картині, яка характеризується послідовним розташуванням у ґратці атомів або йонів (так звані ідеальні кристали). На противагу ідеальним кристалам, для яких характерне правильне розташування і періодичність атомів або йонів, реальні кристали відрізняються рядом відхилень — дефектів кристалічної ґратки (дислокацій). Згідно з загальноприйнятою класифікацією, розрізняють такі дефекти кристалічної ґратки (мал.):
- пустий вузол, створений внаслідок випадання з ідеальної ґратки атома або йона;
- власний атом або йон ґратки, розташований між її вузлами;
- чужорідний атом або йон, розташований між вузлами ґратки;
- чужорідний атом, який заміщає власний атом ґратки;
- йон у ґратці в нормальному стані, але з аномальним зарядом.

### Дефекти Френкеля
Дефекти кристалічних ґраток, що полягають у розміщенні певної кількості атомів чи йонів у міжвузлях, причому частина вузлів може залишитись незайнятою.

### Дефекти Шоткі
Дефекти кристалічних ґраток, що полягають у перенесенні певної кількості атомів чи йонів з вузлових позицій усередині кристала на його поверхню, частина вузлів відповідно залишається незайнятою.

### Викривлення ґратки
Структурний безлад, що виникає з неправильного розташування елементарних комірок у кристалі.

## Енергія ґратки
- 1. Зміна внутрішньої енергії (ΔU при 0 К) в процесі взаємного віддалення елементів структури кристала з віддалі, на якій вони знаходяться в кристалі в рівноважному стані, до нескінченності.
- 2. Енергія, яка виділяється при уявному процесі, в якому ізольовані йони, які знаходились на нескінченній віддалі один від одного, зблизились з утворенням кристала йонної сполуки.